# 村松常雄
村松 常雄（むらまつ つねお、1900年4月12日 - 1981年8月30日）は、日本の医学者、精神科医。
妻は田部隆次の娘。村松剛、村松英子の父。村松えりの祖父。
東京出身。東京帝国大学医学部卒。名古屋大学助教授、1950年教授、1960年医学部長。1964年定年退官、東京都立松沢病院副院長、国立精神衛生研究所長。1971年、勲二等旭日重光章を受賞。

## 著書
- 『精神衛生』 金原商店 1930 （横手社会衛生叢書）
- 『神経系統と精神衛生』 学術書院 1950 （健康教育教材解説）
- 『異常心理学 異常行動の基礎理論 異常心理総論』 みすず書房 1955（異常心理学講座）
- 『人間の心のふしぎ 精神科医の人間観』講談社現代新書 1966
- 『「性」の人間学 精神科医の立場から』講談社現代新書 1978.6
- 『不安と祈りの心理』講談社現代新書 1980.5

## 共編著
- 『日本人 文化とパーソナリティの実証的研究』（編著）黎明書房 1962
- 『神経症 その本質と臨床』（編著）金原出版 1972
- 『精神鑑定と裁判判断 諸鑑定例について法律家との協力検討』 植村秀三共著 金原出版 1975
- 『新精神衛生 精神医学的人間学』 高臣武史共著 南山堂 1978.2

## 論文
- 吉益脩夫と共著 「昭和十三年度東京市不就学児童の精神医学的調査」 『精神神経学雑誌』 第43巻 12号 1938
- 「東京市不就学児童の医学的調査とその結果等に基づきての異常児童の数並びに此等に対する特殊教育施設に関する一考察」 『精神衛生』 第14巻 1号 1939
- 「犯罪心理」 『法律学大系 第2部 10. 婦人と犯罪』 日本評論社 1950
- 「異常心理総論」 『異常心理学講座 第1部 異常心理学 A. 異常行動の基礎離論 (第一分冊)』 みすず書房 1955
- 「児童精神病理学 (特別講演)」 『児童精神医学とその近接領域』 第5巻 1号 1964

## 参考
- 『日本心理学者事典』クレス出版、2003年、1112頁。ISBN 4-87733-171-9。

- 「性」の人間学：著者紹介
- 日本人名大辞典
- 『村松常雄教授退職記念論文集』名古屋大学医学部精神医学教室同門会編集発行 1964
- 堀要 「村松常雄先生を悼む」 『精神医学』 第23巻 12号 1981
- 高臣武史 「日本の精神医学 100年を築いた人々/第3部 第8回 村松常雄」 『臨床精神医学』 第14巻 1号 1985